# Die gelbe Tapete
Die gelbe Tapete ist eine autobiografisch geprägte Kurzgeschichte der US-amerikanischen Schriftstellerin und Frauenrechtlerin Charlotte Perkins Gilman, die erstmals im Januar 1892 im New England Magazine veröffentlicht wurde. Die Kurzgeschichte gilt als wichtiges Werk des frühen amerikanischen Feminismus; sie handelt von einer jungen Frau, die durch die Behandlung ihrer Depression nicht geheilt wird, sondern in den Wahnsinn verfällt. Im Verlauf der Geschichte werden die zunehmend wirreren und von Wahnvorstellungen geprägten Beobachtungen, die die Protagonistin zum Muster der gelben Tapete in ihrem Krankenzimmer anstellt, zum Abbild ihres sich verschlechternden psychischen Zustandes.

## Inhalt
Eine junge Frau und Mutter berichtet in Tagebucheinträgen über die Behandlung ihrer „leicht hysterischen Tendenz“ nach der Geburt ihres ersten Kindes. Ihr Ehemann John, der ebenfalls ihr Arzt ist, hat ihr eine „Ruhekur“ verschrieben, eine Behandlung, bei der Anstrengungen physischer oder psychischer Art untersagt sind. Für die Dauer der Behandlung hat die Familie ein Sommerhaus gemietet, die Protagonistin bekommt von ihrem Ehemann einen Raum im obersten Stock zugewiesen. Die Protagonistin nimmt an, dass dieser Raum einmal ein Kinderzimmer war, da das Fenster vergittert ist, die Tapete an einigen Stellen von der Wand weghängt, das Bett am Boden festgenagelt und der Boden verkratzt ist. Von Anfang an findet die Protagonistin das Haus und vor allem ihr Zimmer „seltsam“, die gelbe Tapete „abstoßend“.
Da die gelbe Tapete das Einzige ist, was der Frau abgesehen von ihren Tagebucheinträgen neue Reize liefert, befassen sich viele Tagebucheinträge mit der Tapete. Die Erwähnung der Tapete nimmt im Verlauf der Geschichte zu, zu Anfang teilt sie mit dem Leser auch Gedanken über ihre Familie oder ihren Wunsch zu schreiben, dies lässt aber im Verlauf der Geschichte nach und die Tapete übernimmt die Hauptrolle in den Tagebucheinträgen. Die Protagonistin befasst sich zu Anfang mit dem Muster, der Farbe und dem „gelben“ Geruch der Tapete, geht aber bald dazu über, zu beschreiben, wie das Muster der Tapete sich verändert, besonders wenn Mondlicht darauf fällt. Nach einiger Zeit ist die Protagonistin davon überzeugt, dass hinter dem Muster der Tapete eine Frau eingesperrt ist, die sich kriechend hinter dem Muster bewegt. Davon überzeugt, dass sie der Frau helfen muss aus der Tapete zu entkommen, fängt die Protagonistin an die Tapete von der Wand zu reißen. Um zu vermeiden, dass ihre Familie sie davon abhält, schließt sie sich dafür in ihrem Zimmer ein. Sie weigert sich sogar, ihren Mann hereinzulassen, als dieser heimkommt. Nachdem John den Schlüssel zum Zimmer besorgt und die Tür aufgeschlossen hat, sieht er seine Frau auf allen Vieren auf dem Boden an der Wand des Zimmers entlang durch die abgerissene Tapete kriechen. Sie teilt ihm mit, dass sie jetzt freigekommen sei und dass John sie auch nicht wieder hinter die Tapete zurückbringen könne. John fällt daraufhin in Ohnmacht und die Protagonistin kriecht weiter Runde um Runde an der Wand entlang, wobei sie über ihren ohnmächtigen Ehemann hinwegkriecht.

## Autobiografischer Hintergrund

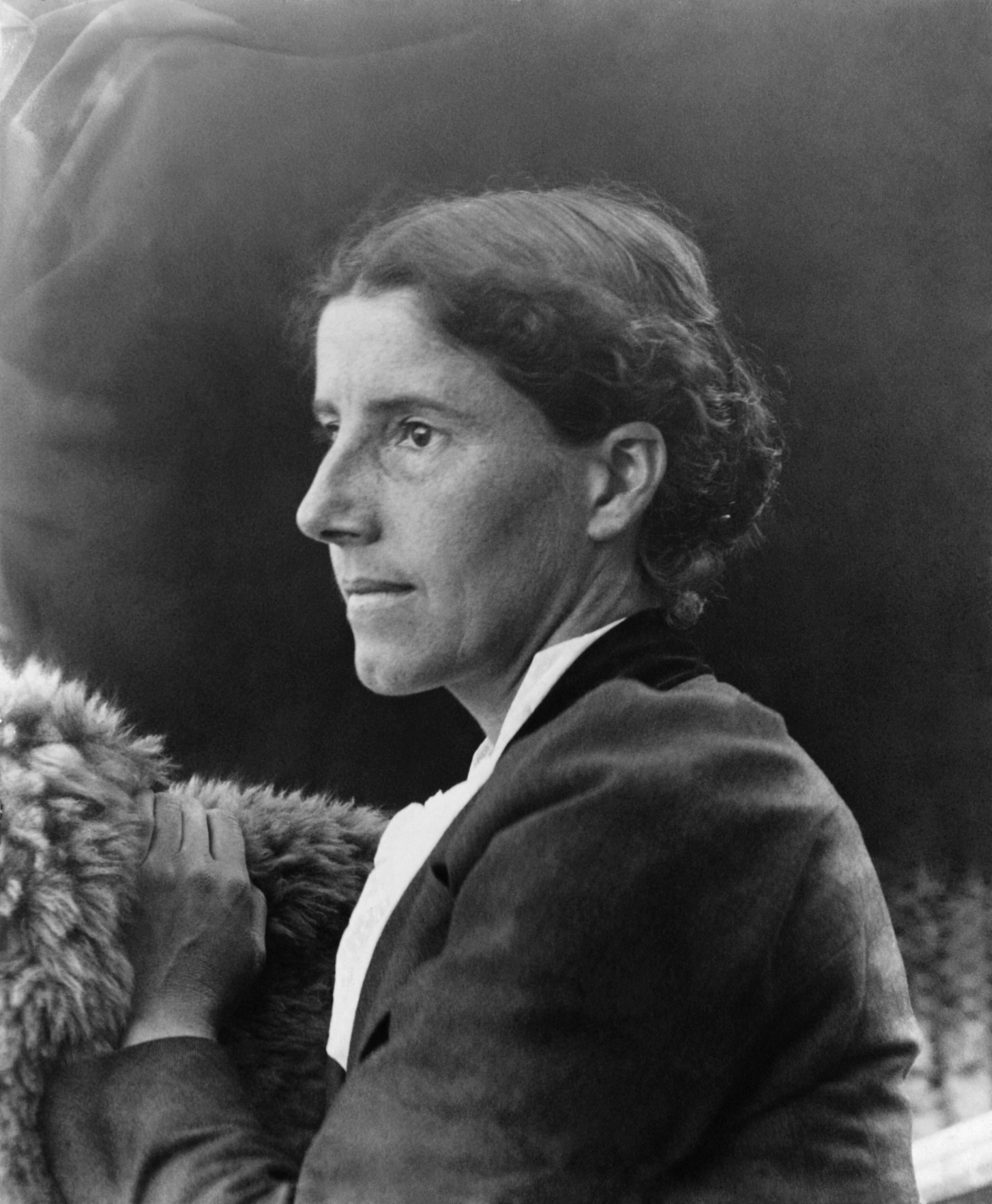
Charlotte Perkins Gilman um 1900

Die Kurzgeschichte zeigt starke Parallelen zum Leben der Autorin. Charlotte Perkins Gilman heiratete 1884 den Künstler Charles Walter Stetson (1858–1911) und wurde kurz nach der Hochzeit schwanger. Nach der Geburt ihrer Tochter Katherine litt Gilman an Depressionen, wobei im Rückblick nicht sicher geklärt ist, ob es sich um eine postpartale Depression oder eine andersgeartete psychische Krankheit handelte. Gilmans psychische Probleme besserten sich nicht und nach drei Jahren Krankheit entschloss sich Gilman zu einer ärztlichen Behandlung. Zu diesem Zweck suchte sie Dr. Silas Weir Mitchell auf, der ein renommierter Arzt für Nervenkrankheiten war. Dieser verschrieb Gilman seine „Ruhekur“, eine Behandlung, die viel Bettruhe beinhaltete und körperliche oder intellektuelle Stimulation untersagte. Da Gilman gut auf die Kur ansprach, wurde sie bald entlassen, erhielt aber die Anweisung, sich nicht mehr als zwei Stunden am Tag zu betätigen und „Zeit ihres Lebens nie wieder einen Füller, Pinsel oder Bleistift in die Hand zu nehmen“. Gilman fügte sich diesen Anweisungen, gelangte dadurch aber laut eigener Aussage in ihrem Artikel „Warum ich die gelbe Tapete schrieb“, der im Oktober 1913 in ihrem Magazin The Forerunner veröffentlicht wurde, „nah an die Grenze äußersten geistigen Ruins“. Daraufhin ignorierte Gilman die ärztlichen Ratschläge und fing wieder an zu arbeiten, wodurch ihr Zustand sich deutlich verbesserte.
Gilman schrieb Die gelbe Tapete, um gegen die Unterdrückung der Frau durch Mediziner und die vorherrschende medizinische Meinung zu protestieren. Ihr Ziel war es, ihrem Arzt Dr. Mitchell nahezulegen, seine Behandlungsmethoden zu ändern, damit er nicht auch andere Frauen „fast bis in den Wahnsinn“ treiben würde. Frauen wurden als „schwach“ und weniger leistungsfähig als Männer dargestellt, ihre Beschwerden wurden oftmals nicht ernst genommen, sondern auf den „weiblichen Geist“ zurückgeführt. Dagegen protestierte Gilman, die der Auffassung war, dass es keinen Unterschied zwischen dem männlichen und weiblichen Geist gäbe. Gilman war erfreut darüber, später von Bekannten ihres Arztes zu hören, dass dieser seine Behandlungsmethoden geändert habe, und schrieb: „Sie [die Geschichte] war nicht dazu gedacht, Leute in den Wahnsinn zu treiben, sondern dazu, Leute davor zu retten, in den Wahnsinn getrieben zu werden, und es hat funktioniert“.

## Rezeption
Zunächst gestaltete es sich für Gilman schwierig, einen Verleger für die Kurzgeschichte zu finden. So erhielt Gilman als Reaktion des Verlegers Horace Elisha Scudder einen ablehnenden Brief, in dem er Gilman schrieb: „Ich könnte es mir nicht verzeihen, wenn ich dafür sorgen würde, dass sich andere [durch das Lesen der Geschichte] genauso erbärmlich fühlen würden wie ich mich [nach dem Lesen der Geschichte] selbst fühle“. Nachdem das New England Magazine die Kurzgeschichte schließlich 1892 veröffentlicht hatte, waren die Reaktionen auf Die gelbe Tapete von gemischter Natur. Wie Gilman in ihrem Beitrag Warum ich die gelbe Tapete schrieb mitteilt, wurde ihr von einem Bostoner Arzt in der Zeitung The Transcript vorgeworfen, dass „solch eine Geschichte nicht geschrieben werden sollte, dass sie dazu genügte, jeden Leser in den Wahnsinn zu treiben“. Ein anderer Arzt schrieb Gilman, um ihr seinen Respekt auszusprechen, dass die Kurzgeschichte „die beste Beschreibung beginnenden Wahnsinns“ sei, die er je gelesen hätte. Die Kurzgeschichte wurde in William Dean Howells’ Sammelband „Great Modern American Stories“ (1920) aufgenommen, geriet dann aber für über 50 Jahre in Vergessenheit. Erst im Jahr 1973 wurde sie durch eine neue Auflage des Verlages The Feminist Press und die darauffolgenden kritischen, vor allem feministisch geprägten Diskussionen, wieder bekannt. Der Text erschien dann bereits 1978 in der feministischen Zeitung "COURAGE" in der Übersetzung von Adelheid und Christine Zöfel.
In Deutschland wurde eine von Katie Mitchell adaptierte Version, die 2013 an der Schaubühne Berlin aufgeführt wurde, von Kritikern überwiegend positiv bewertet.

## Analyse und Interpretation

### Feministische Interpretation
Vom feministischen Blickwinkel aus wird die Kurzgeschichte vor allem als ein Beispiel für die patriarchalisch geprägte Gesellschaft und die hauptsächlich auf die Behandlung von Männern ausgelegte medizinische Forschung im späten 19. Jahrhundert interpretiert. Die Protagonistin hat in der Originalfassung der Geschichte keinen Namen, ihr Ehemann John und seine Schwester Mary Namen mit Beispielcharakter und sind in der Geschichte als flache Stereotypen porträtiert. Die Situation der Protagonistin ist daher kein Einzelschicksal, sondern kann auch auf andere Frauen innerhalb der patriarchalischen Gesellschaft übertragen werden.
Von besonderem Interesse für eine feministische Betrachtungsweise der Geschichte ist auch das Ende der Geschichte. Während einige Interpretationen am Ende die Protagonistin als befreit von den gesellschaftlichen und sozialen Zwängen sehen, verweisen andere Interpretationen wie zum Beispiel die von Paula A. Treichler in ihrem Artikel Escaping the Sentence: Diagnosis and Discourse in "The Yellow Wallpaper" darauf, dass die Protagonistin nur „zeitweise frei“ ist und nur „die Gegebenheiten diagnostiziert hat, die sich ändern müssen, damit sie und andere Frauen frei sein werden“. In der feministisch geprägten Sekundärliteratur finden sich darüber hinaus häufig Interpretationen zu folgenden Symbolen in der Kurzgeschichte:

#### Die gelbe Tapete
Die gelbe Tapete wird zum einen als Symbol für den geistigen Zustand der Protagonistin gesehen, zum anderen aber auch als Symbol für sexuelle Unterdrückung und als Symbol für die Situation von Frauen in der patriarchalisch geprägten Gesellschaft im Amerika des 19. Jahrhunderts. Der Protagonistin ist es nicht erlaubt zu lesen oder zu schreiben, also fängt sie an, die Tapete zu „lesen“, und entziffert schlussendlich in dem Muster eine Frau hinter Gittern. Sie erkennt in der Frau sich selbst und stellt fest, dass sie in ihrer Ehe „gefangen“ ist. Paula A. Treichler führt weiterhin in Escaping the Sentence: Diagnosis and Discourse in "The Yellow Wallpaper" an, dass die Tapete mit ihrem Muster zusätzlich ebenfalls für den männlichen Diskurs stehen könnte, der den weiblichen Diskurs dominiert und dabei Sprache nutzt, die "Frauen gegenüber unterdrückend ist". Treichler geht dann allerdings über den feministischen Standpunkt hinaus, indem sie die Tapete als weiblichen Diskurs und die Frau hinter der Tapete als „Repräsentation der Frauen“ sieht, „die erst dann möglich ist, wenn Frauen das Recht bekommen haben sich zu äußern“. Daher ergibt sich als neuer Kontrast in der Geschichte nicht mehr der männliche gegen den weiblichen Diskurs, sondern der zwischen „einer alten, traditionellen“ und „einer neuen, aufregenden“ weiblichen Art zu schreiben.

#### Das Kinderzimmer
Das Zimmer, in dem die Protagonistin untergebracht ist und über das sie selbst feststellt, dass es „zuerst ein Kinderzimmer und dann ein Spielzimmer“ war, spiegelt den Status der Protagonistin in der Gesellschaft wider. Die Protagonistin ist in einem kindähnlichen Zustand gefangen, dies gilt für die legale Ebene genauso wie für den sozialen und ökonomischen Status. Als Ehefrau ist sie von ihrem Ehemann abhängig, der ihr in der Kurzgeschichte das Kinderzimmer zu- und ihre Bitte um ein anderes Zimmer abweist. Das Bett im Kinderzimmer, das am Fußboden festgenagelt ist, wird dabei mit der unterdrückten Sexualität der Protagonistin assoziiert.

#### Die vergitterten Fenster
Im Zusammenhang mit dem Kinderzimmer repräsentieren die vergitterten Fenster das Gefängnis, zu dem nicht nur das Zimmer selbst, sondern auch der kindähnliche, entmachtete Zustand geworden sind. Die Protagonistin kann sich weder aus dem Zimmer noch aus ihrer sonstigen Lage befreien.

### Weitere Interpretationen
Weiterhin wird Die gelbe Tapete manchmal als Beispiel für Schauerliteratur herangezogen, da die Geschichte die Entwicklung und Behandlung des Wahnsinns sowie die Ohnmacht der Protagonistin beschreibt. Alan Ryan leitete zur Geschichte über, indem er schrieb: „abgesehen von ihrer Herkunft ist [die Geschichte] eine der erlesensten und eindrucksvollsten Horrorgeschichten, die je geschrieben wurden. Es könnte eine Geistergeschichte sein. Viel schlimmer noch: Es könnte keine sein“. Auch H.P. Lovecraft sieht Die gelbe Tapete in der Tradition der Schauergeschichte des 18. und 19. Jahrhunderts. In seinem Essay Supernatural Horror in Literature führt er Die gelbe Tapete als Beispiel für eine gute Schauergeschichte an, die seiner Ansicht nach über „eine bestimmte Atmosphäre des atemlosen und unerklärlichen Grauens“ verfügen muss, die er in der Kurzgeschichte gegeben sieht.

## Medienadaptionen

### Verfilmungen
- The Yellow Wallpaper, eine British Broadcasting Company (BBC) Produktion für das Masterpiece Theatre. USA, 1989. Regie: John Clive, adaptiert von Maggie Wadey.
- The Yellow Wallpaper. USA, 2012. Regie: Logan Thomas. Es handelt sich um eine Neuerzählung angelehnt an die Kurzgeschichte, nicht um eine direkte Adaptation.

### Theater
- Die gelbe Tapete. Schaubühne Berlin, 2013. Regie: Katie Mitchell.
- Die gelbe Tapete. Schauspiel Köln, 2022. Regie: Sarah Larisch.[16]